# گور تپه ۲
گور تپه ۲ مربوط به دوران‌های تاریخی پس از اسلام است و در شهرستان تاکستان، روستای چوزه واقع شده و این اثر در تاریخ ۱۰ مهر ۱۳۸۰ با شمارهٔ ثبت ۴۱۲۳ به‌عنوان یکی از آثار ملی ایران به ثبت رسیده است.